# 서부산휴게소
서부산휴게소(西釜山 休憩所, Seobusan Service Area)는 부산광역시 강서구 대저동에 위치한 남해고속도로제2지선의 고속도로 휴게소이다. 김해 방향에서만 이용할 수 있다. 본래 이 위치에는 서부산 요금소가 있었으나 2014년 10월 1일 기존 요금소에서 7.2km 떨어진 경상남도 김해시 수가동과 부산광역시 강서구 범방동으로 이설되었으며 2022년 7월 8일 이 위치에 이 휴게소가 신설 개장하였다

## 시설
- 화장실
- 식당
- 매점
- 내고장특산물
- 주차장
- 종합안내소
- 전기차충전소
- 브랜드매장: CU
- 정유소: SK에너지
- 현금 자동 입출금기

## 전후
| 다음 지점   | ← | 현재 지점    | ← | 이전 지점     |
| ----------- | - | ------------ | - | ------------- |
| 가락 나들목 | ← | 서부산휴게소 | ← | 서부산 나들목 |
| 장유휴게소  | ← | 서부산휴게소 | ← | 고속도로 종점 |